# Modestin de Jésus et Marie
Modestin de Jésus et Marie (Frattamaggiore, 5 septembre 1802 - Naples, 24 juillet 1854) est un franciscain déchaussé reconnu bienheureux par l'Église catholique.

## Biographie
Il naît le 5 septembre 1802 à Frattamaggiore, dans la province de Naples. Son père travaille le chanvre pour fabriquer des cordes. Il fréquente l'école paroissiale près de la basilique de San Sossio. Le curé de San Sossio sent que le garçon  a une prédisposition pour la prêtrise et fait en sorte que Dominique soit accepté au séminaire diocésain mais il retourne dans sa famille en novembre 1821.
À vingt ans, il fréquente le couvent de Grumo Nevano des franciscains déchaussés, appelés aussi alcantarins, au même endroit où saint Jean-Joseph de la Croix a longtemps séjourné. Il a le Père Fortunat de la Croix comme directeur spirituel. Il reçoit l'habit franciscain le 3 novembre 1822 au couvent de Piedimonte d'Alife et prend le nom de Modestin. Il est ordonné le 22 décembre 1827 dans la cathédrale d'Aversa.
Il est ensuite affecté dans plusieurs couvents de Campanie puis à Naples dans le couvent de Santa Maria della Sanità, dans le rione Sanità. Il se consacre à l'évangélisation, visite les prisonniers et les malades et porte toujours sur lui une image de Notre Dame du Bon Conseil, qu'il vénère particulièrement. Il propage cette dévotion en faisant installer une peinture de cette image dans la basilique Santa Maria della Sanità où il célèbre la messe à son autel tous les jours et prie devant pendant des heures.
Les gens du peuple l'admirent pour sa charité et parce qu'ils pensent qu'il peut obtenir des guérisons. Il est consulté par l'archevêque de Naples, le cardinal Sisto Riario Sforza et le pape Pie IX, lors de son exil, va visiter l'église de Santa Maria alla Sanità le 11 décembre 1849 et se lie d'amitié avec le Père Modestin. Quand Naples est frappée par le choléra, le père Modestin se rend au chevet des malades, apportant aide et réconfort mais il tombe lui même malade à son tour et meurt le 24 juillet 1854.

## Culte
Le procès diocésain informatif commence en 1870 dans le diocèse de Naples et se termine le 11 novembre 1903. Il est reconnu vénérable le 9 juin 1983 par Jean-Paul II et béatifié par le même pape le 29 janvier 1995 avec sa fête fixé au 24 juillet. Le 18 octobre 2015, ses restes sont placés dans la chapelle de Notre Dame du Bon Conseil de l'église de Grumo Nevano. 